# Marietta Gullotti
Marietta Gullotti (* 19. Juli 1931 in Bern) ist eine Schweizer Malerin.

## Leben und Wirken
1951 erwarb Marietta Gullotti das Lehrerpatent, ab 1957 besuchte sie die Kunstgewerbeschule Bern, das Gravuren-Atelier bei Stanley William Hayter (Atelier 17) in Paris, anschliessend die Malschule Max Rudolf von Mühlenen in Bern. In den Jahren 1961 bis 1963 erhielt sie je ein Eidgenössisches Kunststipendium.
Mehrere Aufenthalte in Afrika, Fernost, Indien, Süd- und Mittelamerika sowie im Sinai beeinflussten ihr Werk. Die meisten ihrer Werke sind Zeichnungen und Gemälde und betreffen Landschaften und Portraits. Das Exotische zieht die Aufmerksamkeit von Gullotti auf sich, bei den Portraits sind es hauptsächlich Kinder und Frauen. Sie arbeitete längere Zeit als Reiseleiterin und Mallehrerin für renommierte Veranstalter.
Aus der Vernissagerede 2019: «Marietta Gullotti versteht sich als Dienerin an der Malerei, an den Menschen, an der Landschaft. Sie versucht dem Wesen der Dinge, die sie sieht und fotografiert hat, auf den Grund zu kommen und es in Farbe und Form auszudrücken. Oder auch nur in Form: die Zeichnungen zeigen deutlich, mit welcher Sorgfalt und Präzision Marietta Gullotti ihre Wahrnehmung auf das Papier bringt. Ihre Zeichnungen haben nichts Skizzenhaftes an sich, sondern sind vollständig komponierte und ausgearbeitete Werke, die das Wesen der Dinge und Menschen genauso wiedergeben wie die Gemälde.»

## Ausstellungen (Auszug)
- 1961: Schweizerische Kunstausstellung im Kunstmuseum Luzern
- 1963 Stipendiatenausstellung im Aargauer Kunsthaus
- 1973: «I am not Uncle Tom» in der Städtischen Galerie in Bern
- 1980 Ausstellung in der «Galerie zur Ringmauer», Murten
- 1984: Einzelausstellung in der «Galerie Ringmauer», Murten
- 2001: Einzelausstellung im «Forum Rubigen»
- 2018: «Die Schülerinnen der Malschule Max von Mühlenen» in der Galerie ArchivArte in Bern
- 2019: Einzelausstellung in der Galerie ArchivArte in Bern.